# Gymnasium Carolinum (Osnabrück)
Das Gymnasium Carolinum in Osnabrück gilt als eine der ältesten bis heute bestehenden Schulen in Deutschland. Seine Gründung im Jahre 804 geht der Überlieferung zufolge auf Karl den Großen zurück. Es entstand als Domschule und liegt noch heute im Zentrum Osnabrücks direkt neben dem Dom. Das Gymnasium hat gegenwärtig einen naturwissenschaftlich-mathematischen, einen gesellschaftlichen, einen neu- und einen altsprachlichen Zweig.

## Geschichte

### Gründung der Domschule 804

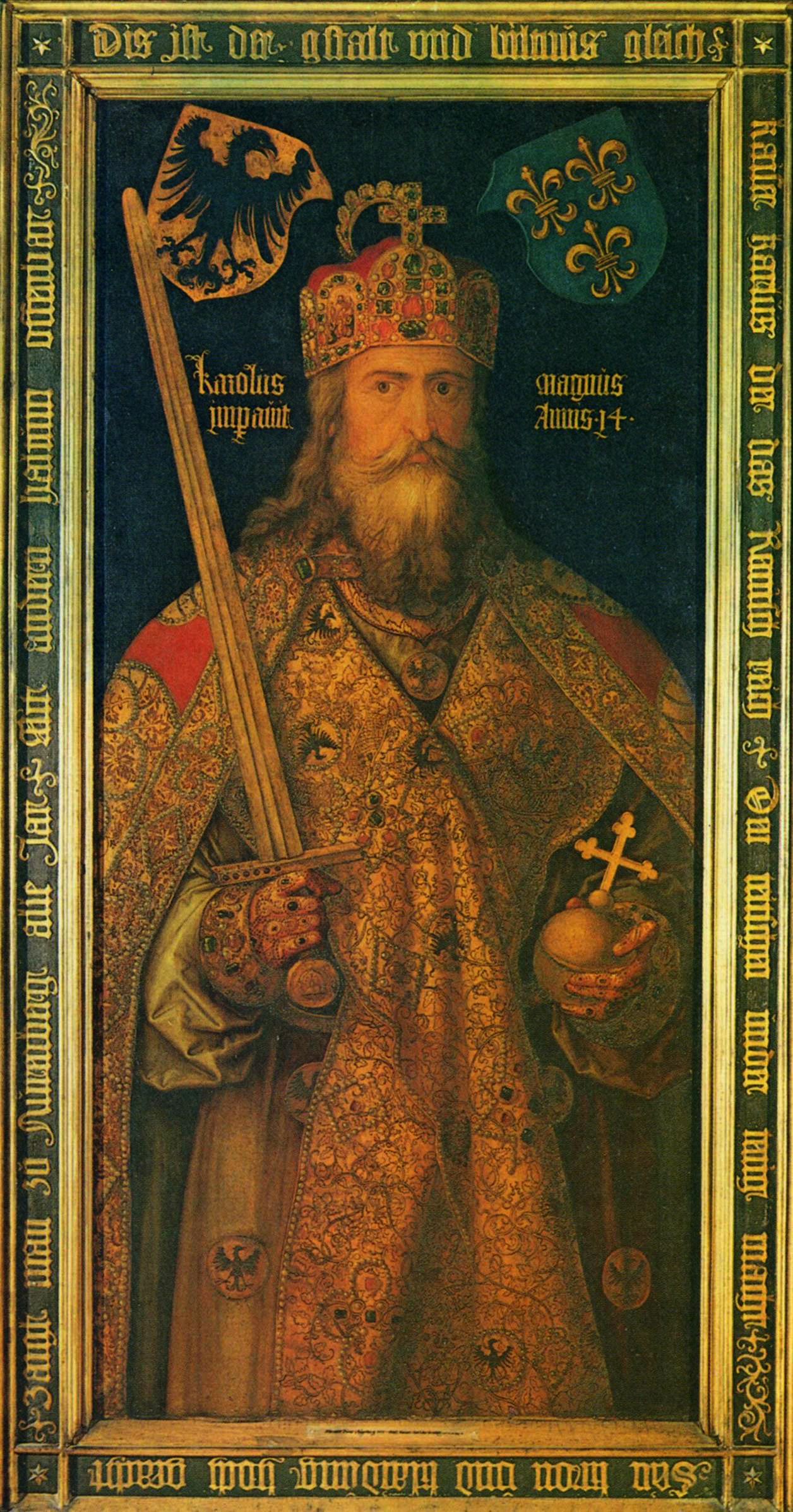
Karl der Große, der im Jahre 804 das Carolinum in Osnabrück gründete

Nach den von Karl dem Großen erfolgreich geführten Sachsenkriegen 772 missionierte er die unterworfenen Sachsen und gründete zu diesem Zweck mehrere Bistümer, darunter um 800 das Missionsbistum Osnabrück. Auf seine Anordnung hin mussten an den Domkirchen auch Schulen gegründet werden. Einer Urkunde von 804 zufolge soll Karl für den geistlichen Nachwuchs des jungen Bistums eine Griechisch- und eine Lateinschule an der Domkirche in Osnabrück eingerichtet haben. Die Echtheit der Urkunde ist seit dem 17. Jahrhundert umstritten. Nach Ergebnissen der modernen Diplomatik handelt es sich bei dieser Urkunde um eine Fälschung des Osnabrücker Bischofs Benno II. (1068–1088). Vermutlich wurden von ihm echte und erfundene Urkundentextteile zu einer neuen Urkunde zusammengefügt. Das Carolinum geht davon aus, dass jener Urkundentext, der die Schulen erwähnt, echt ist. Damit würde die Schule den Namen „Carolinum“ zu Recht tragen.

### Die Domschule im Mittelalter
Die Nachrichten über die Domschule im Mittelalter sind spärlich. Die Geschichte der Domschule wird eng mit der Osnabrücker Kirchengeschichte verbunden gewesen sein. So wird mit der Berufung des Scholasters der Hildesheimer Domschule zum Bischof von Osnabrück, dem bereits genannten Benno II., auch die Osnabrücker Domschule zu neuer Blüte gekommen sein. Erst die Erwähnung des Magisters Brunigus im Jahre 1142 ist jedoch der erste urkundlich zuverlässige Beleg für die Osnabrücker Domschule. Ihr prominentester Lehrer im Mittelalter war Jordan von Osnabrück, von 1251 bis 1283 Kanoniker des Osnabrücker Domkapitels und dort 1254/1255 als Scholaster belegt.

### Die Domschule im Humanismus
Zu Beginn der Neuzeit wurde die mittelalterliche Scholastik durch das humanistische Bildungsideal abgelöst. Wegen der Beschäftigung mit den antiken Philosophen und Literaten wurde im Humanismus nach Latein jetzt Griechisch zur zweiten Gelehrtensprache. Der Osnabrücker Bürgermeister Ertwin Ertman versuchte Anfang des 16. Jahrhunderts unter Berufung auf die (vermeintlich echte) Gründungsurkunde Karls des Großen von 804 erfolglos, dem Humanismus an der Domschule Eingang zu verschaffen. Zwar war die Domschule in Osnabrück für den aus der Umgebung stammenden einfachen Klerus die einzige Bildungsanstalt, doch stand die Osnabrücker Domschule ganz im Schatten der benachbarten Münsteraner Domschule, dem heutigen Gymnasium Paulinum. Griechisch wurde in Osnabrück gar seit dem hohen Mittelalter nicht mehr gelehrt. Die Vermittlung humanistischer Bildung in Osnabrück begann erst, nachdem sie von jenen ehemaligen Münsterschen Schülern angestoßen wurde, die in den 1520er Jahren als Lehrer an der Osnabrücker Domschule tätig wurden, zu einer Zeit, als in anderen deutschen Städten die Reformation bereits Einzug hielt. Unter den ersten Osnabrücker Humanisten waren auch jene, die später wie der Domkaplan Johannes Pollius zugleich Wegbereiter der Reformation im Bistum und Stadt Osnabrück wurden.

### Die Domschule in der Reformation

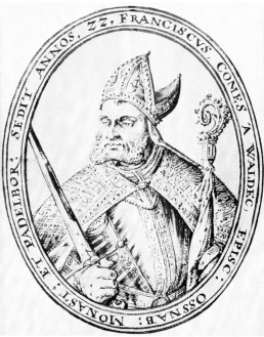
Bischof Franz Graf von Waldeck bricht das katholische Bildungsmonopol

In Osnabrück begann Bischof Franz von Waldeck seit 1541 mit einer entschiedenen protestantischen Konfessionspolitik. Nach Vorschrift der Osnabrücker Kirchenordnung von 1543 richtete der weitgehend protestantische Stadtrat in dem zuvor von den Franziskanern verlassenen Barfüßerkloster an der Katharinenkirche, Ostern 1544 eine evangelische Schule ein. Ihr kurzer Erfolg war zunächst durch die Beibehaltung der engen Bindung von Kirche und Schule garantiert.
Das Domkapitel vermochte nicht, rechtliche Schritte gegen die Errichtung der Schule zu unternehmen. Seine eigene Lehranstalt führte seit der Einführung der Reformation nur noch ein Schattendasein. Der evangelische Stadtrat verbot den Osnabrücker Bürgern den Besuch der katholischen Domschule. Deren Schüler kamen fortan nur noch aus dem Osnabrücker Umland.
Diese erste Osnabrücker „Ratsschule“ bestand vier Jahre. Bestärkt durch die große Niederlage der Protestanten im Schmalkaldischen Krieg ging das Osnabrücker Domkapitel in Opposition zum evangelischen Bischof. Nach dem Augsburger Interim (Mai 1548) widerrief Bischof Franz von Waldeck am 12. Mai 1548 förmlich die Einführung der Reformation.

### Simultanschule
Das bereits erwähnte Augsburger Interim, auf dessen Grundlage das Domkapitel die Rücknahme der Reformation erlangte, wurde schon im Passauer Vertrag 1552 und schließlich durch den Augsburger Religionsfrieden 1555 zu Gunsten der Protestanten außer Kraft gesetzt. Um erneuten Reformationsbemühungen wirksam zu begegnen, schloss das Domkapitel mit dem Stadtrat einen Vertrag, dem zufolge die Domschule als bikonfessionelle, so genannte Simultanschule geführt werden sollte: Evangelische Lehrer wurden zugelassen; der Rat hob das Verbot eines Besuches der Domschule für evangelische Schüler auf.
Das Domkapitel ernannte den ehemaligen Leiter der evangelischen Ratsschule im Barfüßerkloster, Christian Schleibing, zum Rektor der Domschule. Dieser wurde von der Verpflichtung zur Teilnahme an den katholischen Gottesdiensten befreit. Er konnte die Schulbücher frei auswählen, musste aber im Unterricht auf die Behandlung kontroverstheologischer Fragen wie Altarsakrament, Auflösbarkeit der Ehe, Rechtfertigungslehre und Zölibatsfragen verzichten. Entsprechend war der Einsatz der Schriften Luthers und anderer Reformatoren im Unterricht verboten.
Nach 1562 wurden nur noch altkirchliche Rektoren bestellt, der Konrektor und Teile des Lehrerkollegiums waren protestantisch. Die Simultanschule erhielt zusehends eine gewisse altkirchliche Tendenz, deren innere Reform freilich mit dem Abschluss des Trienter Konzils 1563 neue Gestalt annahm.
Im 16. Jahrhundert wurde im Durchschnitt etwa alle viereinhalb Jahre das Rektorat neu besetzt. Unter dem häufigen Wechsel der Schulleitung litt der Schulalltag erheblich. Erst unter dem 1582 berufenen Rektor Hermann von Kerssenbrock dem Historiker des Täuferreichs (1534–1535) erlangte die Schule wieder größeres Ansehen. Trotz seiner klaren katholischen Ausrichtung hielt er sich an die Vereinbarungen zwischen Stadtrat und Domkapitel.

### Ende des kirchlichen Bildungsmonopols in Osnabrück 1595
Trotz der verheißungsvollen Entwicklung der Simultanschule verfolgte der protestantische Stadtrat seit Kerssenbrocks Amtszeit erneut Pläne für eine eigene höhere Schule (1583). Die Berufung des dezidiert katholischen Rektors Matthäus Timpe 1595 bis 1608 ließ der protestantischen Stadtrat nicht zögern, die bisherige Pfarrschule an St. Marien am 16. Oktober 1595 als „Gymnasium Senatorium“, als „Ratsgymnasium“, förmlich zu eröffnen. Damit war das Bildungsmonopol des Domkapitels in Osnabrück gebrochen.
Das Domkapitel klagte vor dem bischöflichen Gericht. Es berief sich auf die Gründung einer „schola Osnabrugensis“ durch Karl den Großen im Jahre 804 und leitete davon ab, einzig berechtigt zu sein, eine höhere Schule in Osnabrück unterhalten zu dürfen. Nach Appellation an das Reichskammergericht verlief der „Osnabrücker Schulprozess“ während der Wirren des Dreißigjährigen Krieges (1618–1648) im Sande.
Die Berufung auf den Schulgründer brachte der Domschule in diesen Jahren den Namen „Schola Carolina“, „Gymnasium Carolinum“ bzw. „Karolingisches Gymnasium“ ein, der sich in den nächsten Jahren etablierte.

### Vom humanistischen Gymnasium zur Jesuitenuniversität

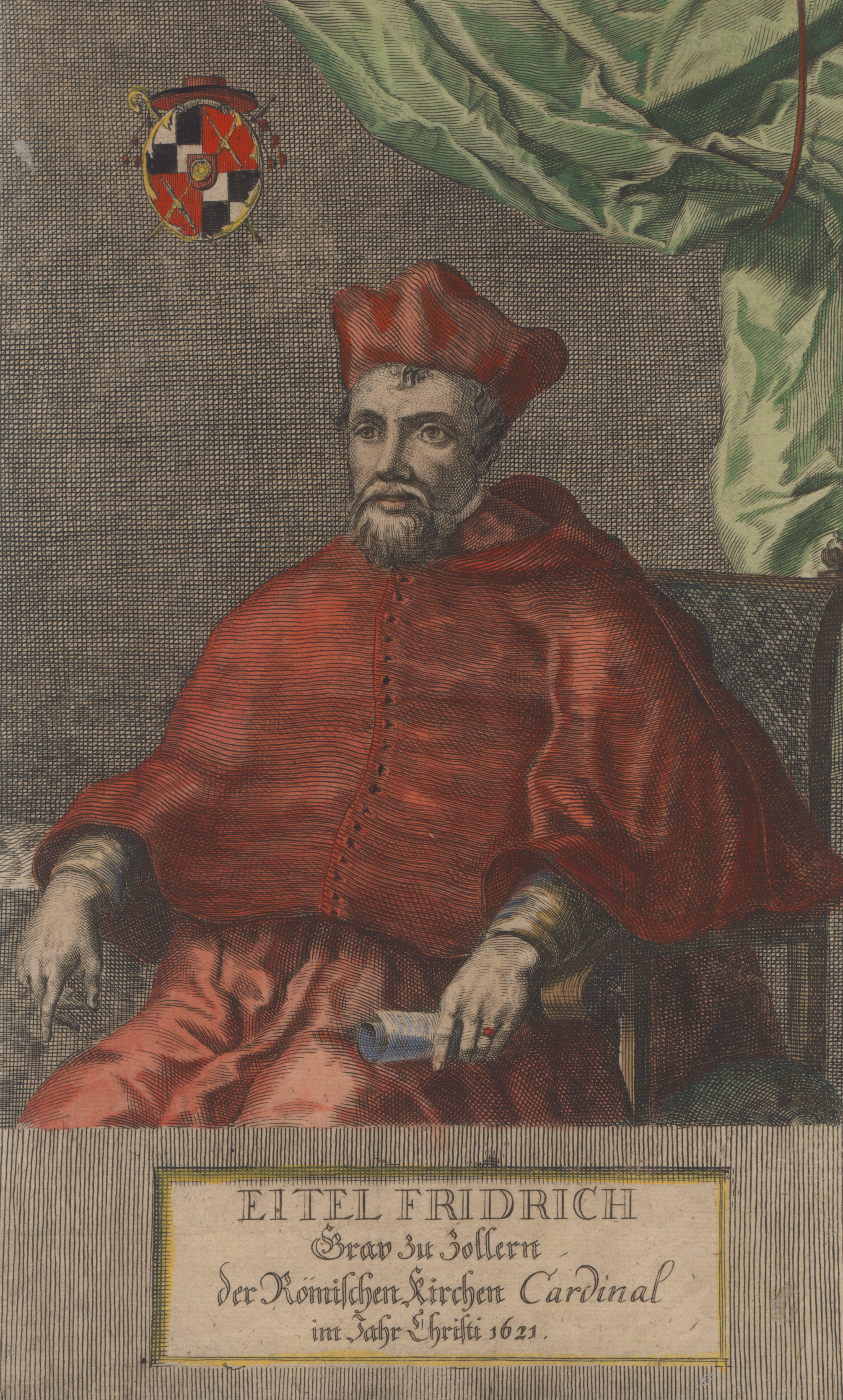
Kardinal Eitel Friedrich von Hohenzollern, der den Jesuiten das Gymnasium Carolinum übertrug

Erste Absolventen der von Jesuiten geleiteten deutschen Priesterausbildungsstätte in Rom, dem Collegium Germanicum, hatten in Osnabrück eine allmähliche Besinnung auf altkirchliche Traditionen hervorgerufen und das Domkapitel in Osnabrück ermutigt, entschiedener für ihren Glauben und ihre Konfession einzutreten.

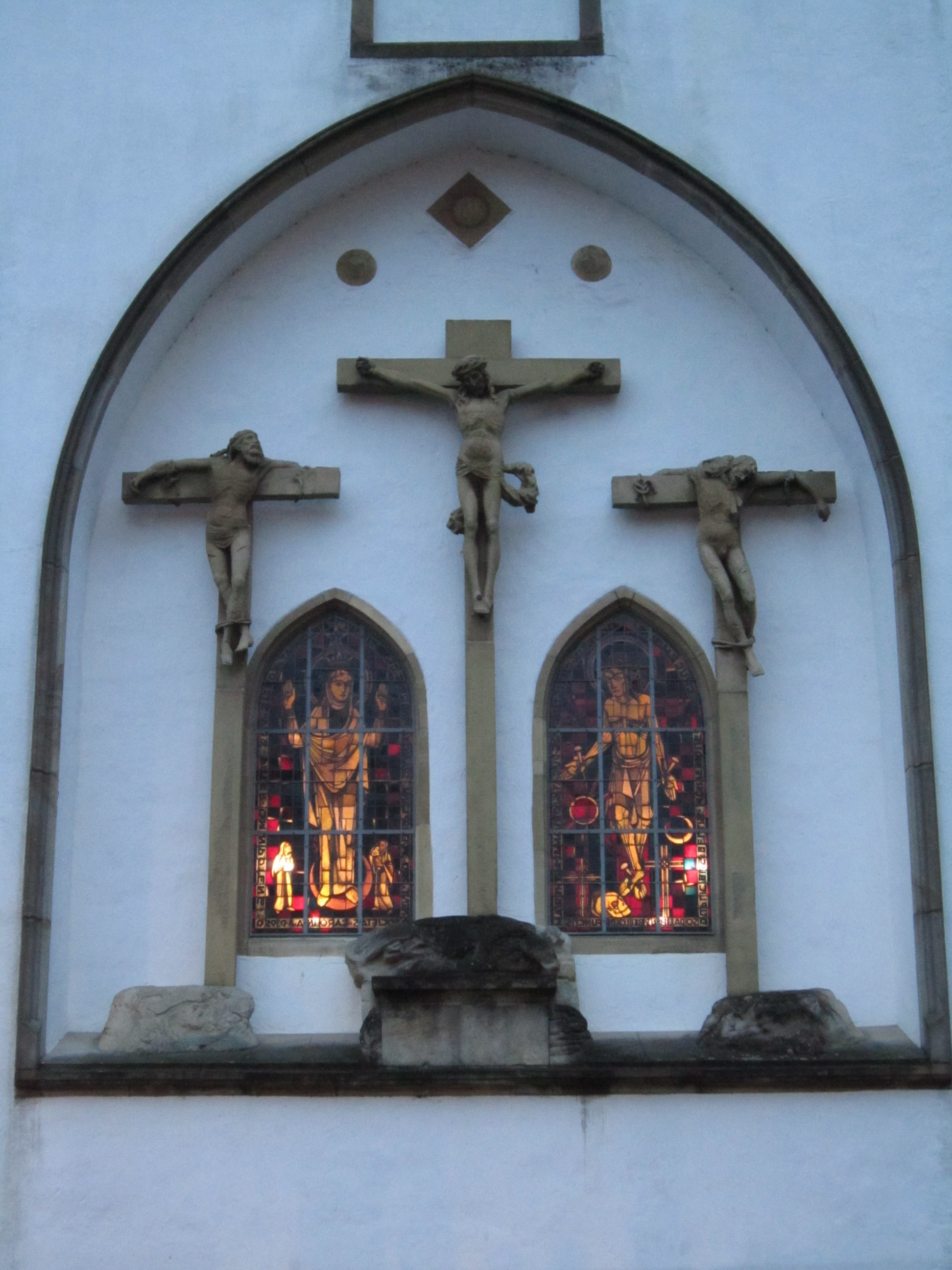
Gymnasialkirche

1623 wurde mit Kardinal Eitel Friedrich von Hohenzollern erstmals seit Jahrzehnten wieder ein Katholik zum Bischof von Osnabrück gewählt. Eitel Friedrich betrieb beim Domkapitel den Vorschlag, das Carolinum den Jesuiten zu übergeben. Am 23. Dezember 1624 stimmte das Domkapitel dem bischöflichen Vorschlag zu. Am 9. April 1625 kamen die ersten Jesuiten nach Osnabrück. Ihnen wurde die Paulskirche am Osnabrücker Dom (heute als „Gymnasialkirche“ bekannt) und zwei angrenzende Häuser überlassen. Am 21. April 1625 nahmen die Jesuiten mit den ersten 40 Schülern den Unterricht auf.

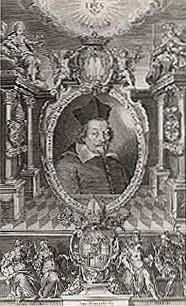
Kardinal Franz Wilhelm von Wartenberg, der 1629 bzw. 1632 die Jesuitenuniversität Osnabrück gründete

Für das Carolinum war die Wahl des Wittelsbachers Franz Wilhelm von Wartenberg am 27. Oktober 1625 ein großes Glück. Sein Name ist bis heute mit der mit aller Härte durchgeführten „Gegenreformation“ in Osnabrück verbunden. 1626 verfolgte er zielstrebig den Ausbau der Jesuitenniederlassung in Osnabrück. 1628 übergab er ihnen das verlassene Augustinerkloster am Neumarkt schuf die finanziellen Voraussetzungen für die Errichtung eines Kollegs. Gleichzeitig ließ Wartenberg das Ratsgymnasium schließen.
Es war Wartenbergs hervorragenden Kontakten und seiner großen Wertschätzung an der römischen Kurie zu verdanken, dass der Papst zügig das Jesuitengymnasium zur Universität erhob (22. August 1629). In kurzem Zeitabstand folgte auch die kaiserliche Bestätigung (20. Februar 1630). Im November 1629 begann offiziell der Lehrbetrieb; die Eröffnung der „Academia Carolina Osnabrugensis“ erfolgte am 25. Oktober 1632. Schon ein Jahr später im September 1633 wurde die Jesuitenuniversität geschlossen, weil im Zuge des Dreißigjährigen Krieges schwedische Truppen Osnabrück besetzten. Die wertvollsten Stücke des Kirchensilbers wurden vergraben; Wartenberg, sein Weihbischof und die Jesuiten flohen aus Osnabrück. Das Domkapitel stellte einen Schulmeister an, der während der schwedischen Besatzung katholischen Unterricht erteilte. Unter dem Schutz der Schweden, die bis 1650 in Osnabrück blieben, konnte schon 1634 das Ratsgymnasium wieder eröffnet werden, das seitdem als evangelische Schule besteht.

### Das Carolinum im 17. und 18. Jahrhundert
1650 waren die ersten drei Jesuiten in der Diözese Osnabrück tätig; im September 1652 gründeten sie eine eigene Jesuitenniederlassung in der Stadt Osnabrück. Vier Jahre später (1656) wurde das Carolinum den Jesuiten vom Domkapitel erneut zur Leitung übergeben. 1673 wurde der erste Schulzweckbau des Carolinums fertiggestellt.
Auf Beschluss des Westfälischen Friedensvertrags wechselten sich nach dem Tode von Bischof Wartenberg im 17. und 18. Jahrhundert je ein katholischer und ein protestantischer Bischof ab. Erstaunlicherweise blieb das bis 1773/74 von Jesuiten geleitete Carolinum während der Herrschaft eines evangelischen Bischofs meist unbehelligt von Anfeindungen. Nur wenn ein Katholik Bischof von Osnabrück war, befürchtete der evangelische Stadtrat oft zu Unrecht eine Übervorteilung der Jesuiten und wandte sich mit Protesten und Eingaben an die Herzöge von Braunschweig-Lüneburg, deren Haus den protestantischen Bischof von Osnabrück stellte.
Bis zur Aufhebung des Jesuitenordens durch Papst Clemens XIV. wirkten die Jesuiten als Lehrer am Gymnasium Carolinum. Das Domkapitel beschloss 1778, den Unterricht am Carolinum dem Franziskanerorden anzuvertrauen, der den Ruf hatte, verstärkt Naturwissenschaften zu lehren.

### Katholisches Gymnasium unter staatlicher Aufsicht im 19. Jahrhundert

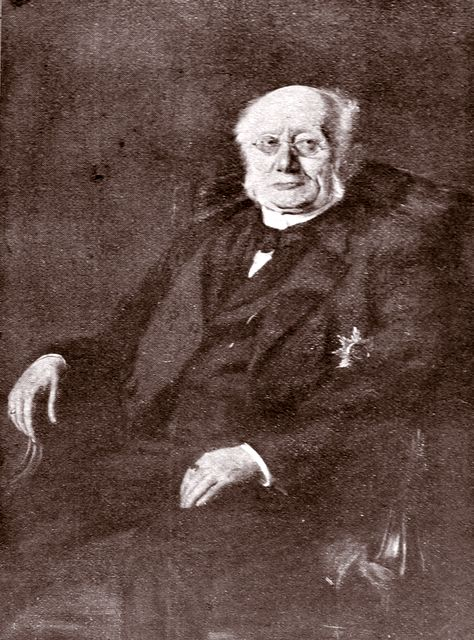
Ludwig Windthorst (1812–1891), 1830 einer der ersten vier Abiturienten am Carolinum

1781 kamen die Franziskaner nach Osnabrück. 1801 wurde die „Königliche Organisationskommission“ von der hannoverschen Regierung mit der Schulaufsicht betraut. Nach dem Wiener Kongress (1815) wurde eine bischöfliche Schulkommission (1818) gegründet, weswegen die ideologische Nähe zur katholischen Kirche und auch im später neu errichteten Bistum Osnabrück blieb.
1830 wurde die Maturitätsprüfung (Abitur) eingeführt. Einer der ersten vier Abiturienten war Ludwig Windthorst, der Gründer und langjährige Vorsitzende der katholischen Zentrumspartei.
Die Schulkommission, deren Vorsitzende zunächst die Weihbischöfe in Osnabrück und seit Neuerrichtung des Bistums Osnabrück von 1858 bis 1885 die Bischöfe von Osnabrück selbst waren, bestellte bis 1884 nur katholische Priester zu Schulleitern, von denen Bernhard Höting (1859–1867 Schulleiter) von 1882 bis 1898 selbst Bischof von Osnabrück war. Das Carolinum war und blieb ein Gymnasium für das katholische Bürgertum der Stadt Osnabrück sowie die katholische Landbevölkerung aus dem unmittelbaren Umland und dem protestantischen Norden.
Bis 1885 bestand die Schulkommission in Osnabrück; sie wurde durch eine Verfügung des Königlichen Unterrichtsministeriums und Provinzial-Schulkollegs in Hannover aufgehoben. Diese einschneidende Verfügung veränderte den katholischen Charakter des Carolinums nicht.

### Das Carolinum im Wilhelminischen Reich
Das katholisch geprägte Gymnasium Carolinum entwickelte sich im Kaiserreich trotz des Kulturkampfes zu einer Schule mit vergleichbar hohem Bildungsniveau. Verschiedentlich haben Lehrer die gedruckten jährlichen „Schulprogramme“, die die üblichen Schulnachrichten über die Zusammensetzung der Schulklassen und die Lehrinhalte enthalten, durch ihre wissenschaftlichen Beiträge bereichert. Nicht nur die Altphilologen kamen mit Interpretationen griechischer oder römischer Autoren zu Worte, sondern Naturwissenschaftler publizierten genauso eifrig.
Das Karlsgedächtnis wurde im Rahmen der 1100-Jahr-Feier im Jahre 1904 besonders lebendig. Auf einer Schulfahne, die dem Carolinum von Schülern geschenkt worden war, ist Karl neben Kaiser Wilhelm II. auf der Vorderseite abgebildet worden.

### Weimarer Jahre
Während des Ersten Weltkriegs (1914–1918) wurden die Schüler der oberen Schulklassen vorzeitig ins Abitur geschickt, um sich freiwillig zum Kriegsdienst zu melden. Von der Euphorie, mit der ganz Deutschland in den Krieg zog, blieb das Carolinum nicht verschont. Der Schock über den verlorenen Krieg führte schließlich auch am Carolinum vier Jahre später zur Besinnung.
Die Schule verpflichtete sich, die Schüler zur Demokratie zu erziehen. Dieses erschien angesichts der starken nationalen Töne im Nachhinein als ein halbherziges Unterfangen, denn auch am Carolinum konnten viele Lehrer, die ihre Sozialisierung in der Kaiserzeit erfahren hatten, nur wenig mit parlamentarischer Demokratie anfangen. Des Verfassungstages (11. August 1919) wurde immerhin noch 1932 als jenes Tages gedacht, der den Deutschen Freiheit und Gerechtigkeit gebracht habe.
Auch wenn das Carolinum längst eine staatliche Schule war, so hatte es in der Weimarer Republik weiterhin die ideologische Nähe zum örtlich benachbarten Bischof gesucht. Immerhin war das Carolinum ja weiterhin die katholische und das Ratsgymnasium die evangelische Schule am Ort. In den Schulverhältnissen kristallisierte sich das Nebeneinander der Konfessionen in Osnabrück. Wöchentliche Schulgottesdienste, katholischer Religionsunterricht, Exerzitien für die Abiturklassen u. a. gehörten wie selbstverständlich zum Schulalltag, ohne dass darum großes Aufsehen gemacht worden wäre.

### In der Zeit des Nationalsozialismus
Die katholische Prägung reichte kaum aus, um das Carolinum deswegen schon zu einem Hort des katholischen Widerstands gegen den 1933 in ganz Deutschland aufkommenden Nationalsozialismus zu machen. Es wurden am Carolinum die üblichen Schulversammlungen und Fahnenappelle wie an jeder anderen Schule auch durchgeführt. In den Klassenzimmern wurde neben das Kreuz ein Foto von Adolf Hitler aufgehängt. Die Hitler-Jugend (HJ) war indes nicht ganz so stark vertreten wie an anderen Schulen, auch gab es aus Sicht der Nationalsozialisten „politisch unzuverlässige“ Lehrer, die bekanntermaßen in Gegnerschaft zum Nationalsozialismus standen.
Das Carolinum teilte weitgehend das Schicksal mit anderen Schulen. Der Entkonfessionalisierung folgte die Entchristlichung, was sich an der Entfernung des religiösen Bilderschmucks oder der versuchten Abschaffung des Religionsunterrichts ausdrückte. Der gesamte Lehrstoff wurde den nationalsozialistischen Erziehungszielen untergeordnet. Alle Beteiligten verhielten sich im Wesentlichen systemkonform: Schulleiter und Lehrer wollten ihre Stellung behalten und Schüler wollten das Klassenziel erreichen und irgendwann Abitur machen.
Dennoch wurde dem „katholischen“ Carolinum unter den Nationalsozialisten sein von 1927 bis 1932 geführter Titel einer „Lehranstalt von besonderer Bedeutung“ nicht mehr zugebilligt. Andere Osnabrücker Schulen wurden stattdessen in diesen Stand versetzt, womit immerhin auch besondere finanzielle Zuwendungen verbunden waren, die die Nationalsozialisten dem „katholischen“ Carolinum nicht mehr gönnten.
Der Schulunterricht während des Zweiten Weltkriegs bedeutete neue Opfer für die Schule. Lehrer wurden zur Wehrmacht eingezogen, Abiturienten konnten mit einem Notabitur bereits vorzeitig die Schule verlassen und wurden dann klassenweise an die Front geschickt.
Als die Kriegsschauplätze weit in das innere Deutschlands hineinreichten, die Frontlinien durch Deutschland führten und im Luftkrieg die deutschen Städte Ziel von Bombenangriffen wurden, gab es in Deutschland mit Erlass vom 1. November 1940 für die zum Luftnotstandsgebiet erklärten Regionen die Vorschrift der Kinderlandverschickung. Osnabrück galt seit 1943/44 als gefährdet. Um die Osnabrücker Schüler dennoch möglichst nahe am Heimatort zu lassen, wurde im Dezember 1943 vom Oberbürgermeister verfügt, Melle, Wittlage und Bersenbrück als Aufenthaltsorte der Kinder vorzusehen. Der NSDAP-Gauleiter durchschaute die Absicht des Oberbürgermeisters, die Schüler nicht allzu weit vom Elternhaus zu entfernen. Er verschärfte deswegen die Vorschriften für die Osnabrücker Schulen und drängte auf die Kinderlandverschickung der Schüler des Carolinums nach Holland. Nur so sah der Gauleiter garantiert, die Ausbildung der schulpflichtigen Kinder ganz in die Erziehungsmethoden der NS-Lager zu stellen. Diese bestanden unter anderem darin, den Religionsunterricht und Gottesdienstbesuch zu verweigern sowie die Kinder politisch zu indoktrinieren. Nicht ohne erhebliche Spannungen in Kauf zu nehmen, lehnte die Elternversammlung die Anordnung des Gauleiters zur Kinderlandverschickung ab. Als Begründung wurde auch die in den Lagern fehlende christliche Erziehung angegeben. Von 382 Eltern entschieden sich nur zwölf für die Kinderlandverschickung. So gaben die staatlichen Stellen nach und die Kinder wurden – wie ursprünglich vorgesehen – in Melle, Bersenbrück und Kloster Oesede zur Schule geschickt.

### Das Carolinum nach dem Zweiten Weltkrieg

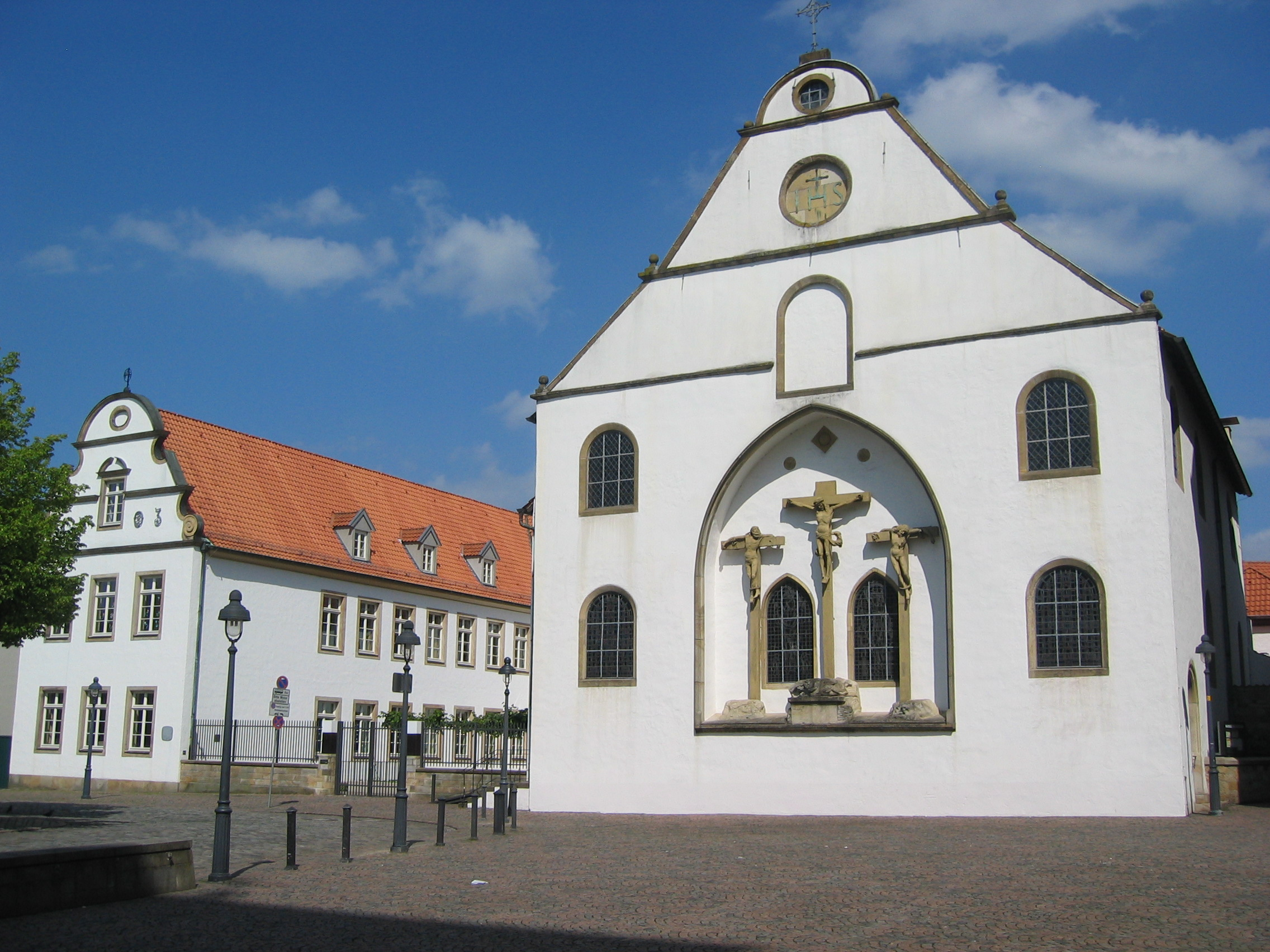
Haupteingang zwischen der Gymnasialkirche (rechts) und einem Teil des Nordflügels (links)

Am 13. September 1944 und 25. März 1945 wurden jeweils verschiedene Gebäudeteile des Carolinums durch Bomben getroffen. Angesichts des Mangels an Arbeitskräften wurden selbst die Schüler der oberen Klassen stundenweise zur Beseitigung des Bauschutts herangezogen. Bis Herbst 1946 konnten sieben Klassenräume fertiggestellt werden. Im gleichen Winter wurde das Dach behelfsmäßig abgedeckt. Bis November 1947 wurden 26.800 Zentner Schutt beseitigt und rund 110.000 Steine für ihre Wiederverwendung bearbeitet. Erst am 9. November 1950 konnte die Gymnasialkirche eingeweiht werden.
Der moralische Wiederaufbau gelang mit einem Rückgriff auf die Tradition, an die zu erinnern im „Dritten Reich“ verpönt war. Das Ansehen Karls des Großen war von den Nationalsozialisten propagandistisch geschickt auf den „Sachsenschlächter“ reduziert und gegen den Germanen Widukind ausgespielt worden. Die konfessionellen Wurzeln des Carolinums wollte man im „Dritten Reich“ auch nicht überbetonen. Mit der Wiederentdeckung und Nutzbarmachung beider Traditionselemente vermochte die Schule erfolgreich zu werben. Sie verhalfen dem Carolinum in der Nachkriegszeit schnell zu neuem Ansehen. Schon am 12. März 1947 erhielt das Carolinum seinen Titel einer besonderen Lehranstalt zurück, der durch Erlass des niedersächsischen Kultusministers mit Wirkung vom 1. April 1950 bestätigt wurde.
Die Betonung von Tradition und Werten sowie der Wiederaufbau schufen ein singuläres „Wir-Gefühl“ unter den Schülern und Identifikationsmöglichkeiten mit der Schule, die auch dem Carolingerbund zugutekam. Damit wurde zugleich der schon 1949 herausgestellte „Carolingergeist“ beschworen, der der „Einheit von Kirche und Schule“ entstamme und „ein Programm [sei], das den inneren Geist dieser Schule dokumentiert“. Getragen von diesem „Geist“ konzentrierte sich die Schulleitung auf die Vorbereitung der 1150-Jahr-Feier des Carolinums, die im Jahre 1954 begangen wurde. Erfolgreich knüpfte man an die Karlstradition an und verband – in Anlehnung an die 1949 entwickelte Vorstellung einer „christlichen humanitas“ – die Vermittlung von christlichen Werten mit dem humanistischen Bildungsideal. Der Verweis auf die Traditionen des Carolinums war zugleich mit der bildungspolitischen Forderung verbunden, über den Bildungswert der alten Sprachen Latein und Griechisch neu nachzudenken, zumal beide Sprachen in der so genannten Gründungsurkunde von 804 erwähnt worden waren.
Das Carolinum entwickelte sich in den folgenden Jahrzehnten zu einem stetig modernisierten Gymnasium mit naturwissenschaftlich-mathematischen, neusprachlichen und altsprachlichen Zweigen.

### Seit den 1960er Jahren

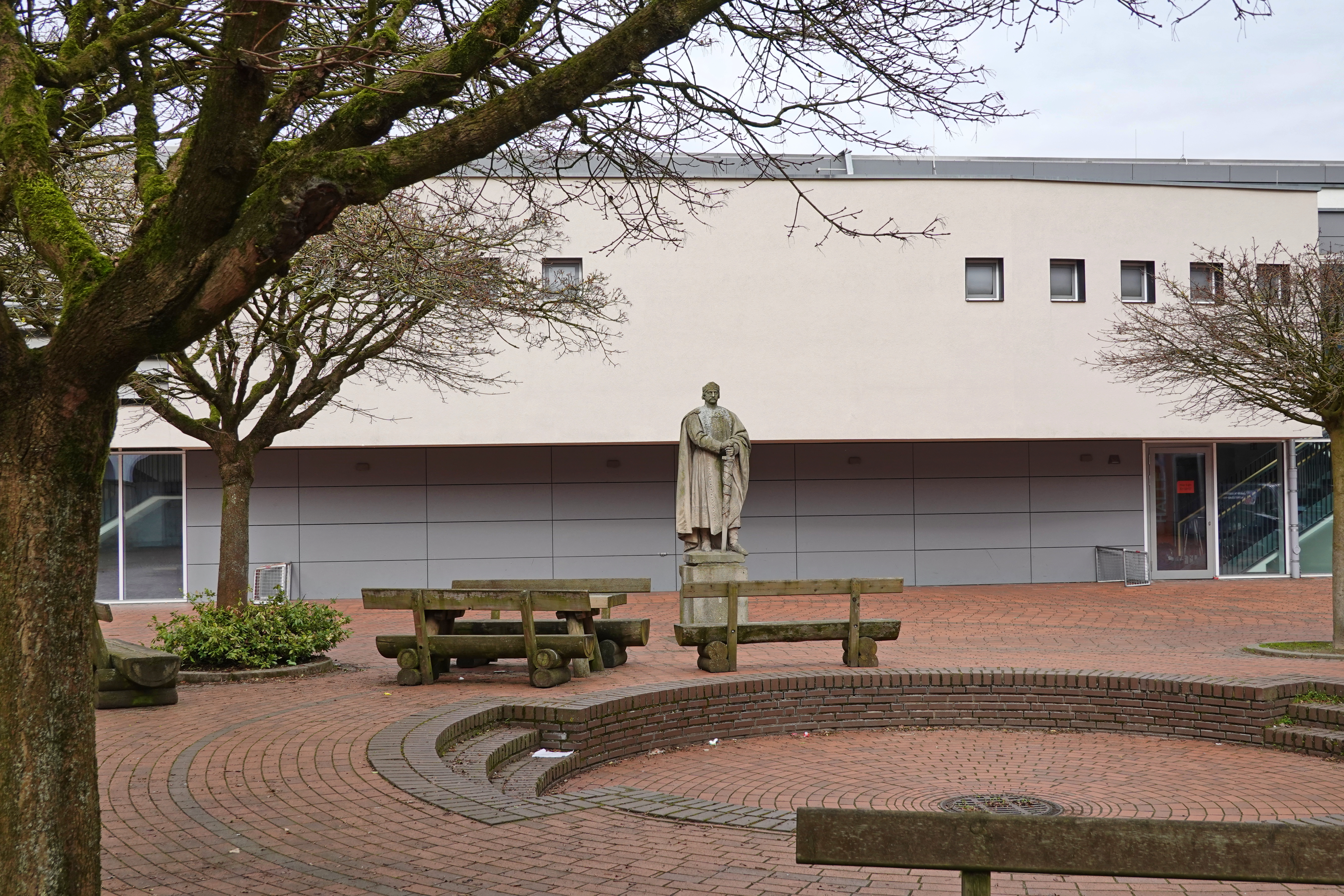
Schulhof mit der denkmalgeschützten Statue Karls des Großen

Die Beiträge der Lehrer in den Jahresberichten zeugen von der Auseinandersetzung mit Tradition und Zeitgeist. So begegnete man am Carolinum keineswegs kritiklos den (schul-)politischen Veränderungen dieser Zeit, wie der Einführung der Koedukation 1971, der Ausgliederung der Klassen 5 und 6 durch die Schaffung der Orientierungsstufe im Jahre 1974 oder der Einführung der reformierten Oberstufe (Sekundarstufe II) im Jahre 1976.
Gleichzeitig mit den Reformen stand die Frage einer Kooperation mit den benachbarten Schulen Ursulaschule und Domschulzentrum an oder aber die Übernahme des Carolinums in eine bischöfliche Trägerschaft, die im Herbst 1973 von Schulleitung, Kollegium und Elternschaft abgelehnt wurde und in den Kooperationsvertrag zwischen Stadt und Bistum Osnabrück von 1975 (1983 erneuert) mündete. Darin wurde die traditionelle Nähe des Carolinums zu Kirche und Bistum betont.
Diese christliche Prägung des Carolinums führte unter anderem dazu, dass, anders als an staatlichen Schulen in Niedersachsen üblich, zunächst darauf verzichtet wurde, das weltanschaulich neutrale Fach Werte und Normen als Alternative zum katholischen und evangelischen Religionsunterricht einzurichten. Das änderte sich jedoch im Schuljahr 2018/19, als erstmals am Carolinum die Schülerinnen und Schüler des Jahrgangs 5 die Möglichkeit hatten, anstelle eines Religionsunterrichts das Fach Werte und Normen zu wählen. In den Folgejahren wurde das Fach schrittweise in den Jahrgänge 5 bis 10 etabliert. Von Jahrgang 11 an kann alternativ zum Religionsunterricht das Fach Philosophie gewählt werden, in dem seit dem Schuljahr 2019/20 auch mündliche Abiturprüfungen abgenommen werden.
Das Alter des Carolinums ist mit dem des Paulinums in Münster vergleichbar. Seit 2001 wird der Titel „Älteste Schule Deutschlands“ im Rahmen eines Fußballspiels zwischen diesen beiden Schulen vergeben.

## Besonderheiten aus dem Schulleben
- In den 1950er und 1960er Jahren gehörten eine Reihe von Absolventen des Caroliums zu den Leistungsträgern des jeweiligen Basketball-Erstligateams des VfL Osnabrück (Oberliga Nord und ab 1966 Bundesliga). Der vielfache Nationalspieler Harald Rupp und Michael Haferkamp wurden u. a. 1969 mit dem VfL Deutscher Meister des Deutschen Basketball Bundes.

- Zu den bedeutenden Arbeitsgemeinschaften am Carolinum gehört die Ruderriege.[8] Sie nimmt seit Bestehen von Jugend trainiert für Olympia mit großem Erfolg an diesem Förderprogramm teil. In den letzten 40 Jahren kamen mehrere Ruder-Weltmeister vom Carolinum.

- 2015 nahmen fünf Schüler der 11. Klasse unter der Projektleitung eines Lehrers am Wettbewerb CanSat der Europäischen Weltraumorganisation (ESA) teil und belegten den zweiten Platz. Sie hatten dafür einen Satelliten in Größe einer Getränkedose geplant, konstruiert und programmiert.[9]

## Angegliederte Vereinigungen und Zusammenschlüsse

### Carolingerbund
1920 schlossen sich die ehemaligen „Carolinger“ zu einem eigenen Verein zusammen, dem Carolingerbund. Dieser Zusammenschluss entsprach, wie der Namensbestandteil „-bund“ andeutet, dem Zeitgeist, denn nach dem Ersten Weltkrieg war in ganz Deutschland die Bündische Jugend entstanden, darunter etwa der dem Alkoholgenuss abschwörende Quickborn oder der von Jesuiten geführte Bund Neudeutschland.
Die Gründung des Carolingerbundes war die Antwort einiger führender Carolinger, wie Gründungsmitglied Ludwig Schirmeyer, auf die Herausforderungen der Zeit. Bei aller Verdrossenheit und Unzufriedenheit über die gesamtpolitische Lage angesichts des verlorenen Ersten Weltkrieges, der hohen Reparationsforderungen der Alliierten oder gar der ungeliebten Weimarer Verfassung von 1919 bot der restaurativ gesinnte Carolingerbund Lehrern und ehemaligen Schülern des Carolinums Zugehörigkeitsgefühl und geistige Heimat.
Der Carolingerbund adaptierte für seine geselligen Veranstaltungen Elemente der Studentenverbindungen des vorhergegangenen 19. Jahrhunderts. Er stellte sich immer wieder in den Dienst der Traditionspflege des Carolinums und ist bis heute das Bindeglied der ehemaligen Schüler und Lehrer zu ihrer Schule. Der Carolingerbund hat derzeit etwa 2000 Mitglieder; halbjährlich erscheint die Mitgliederzeitschrift Schola Carolina, die auch die jeweiligen Jahresberichte des Carolinums enthält.

### Curatorium Carolini
Angesichts leerer Haushaltskassen und gesellschaftlicher Umbrüche gegen Ende des 20. Jahrhunderts in der Bundesrepublik Deutschland schlossen sich 1998 auf Anregung des damaligen Schulleiters Hermann Sommer 17 Frauen und Männer aus verschiedenen gesellschaftlichen und kulturellen Lebensbereichen zusammen, um gemeinsam ein Konzept zu erarbeiten, wie das Carolinum sinnvoll und zeitgemäß unterstützt werden könnte. Auf Unterrichtsinhalte wollte die Gruppe keinen Einfluss nehmen. Es ging ihr ausschließlich um die finanzielle Förderung. Erste medienwirksame Aktion war – in Zusammenarbeit mit dem Carolingerbund – eine Geldsammlung zum Ankauf neuer Stühle für die Schulklassen unter dem Motto „Carolinger haben Rückgrat“. Das wichtigste Ergebnis des Kuratoriums war die Errichtung der „Stiftung Carolinum“.

### Stiftung Carolinum
Im Jahre 2000 wurde die Stiftung Carolinum von ehemaligen Abiturienten gegründet, die während ihrer eigenen Schulzeit davon profitiert hatten, dass gerade eine Traditionsschule in wechselhaften Zeiten ein Fundament fester Werte vermitteln kann. Damit künftige Schülergenerationen die gleiche Chance haben, will die Stiftung Carolinum
- Schülerinnen und Schüler des Carolinums fördern, um sie zu besonderen schulischen und außerschulischen Leistungen zu motivieren;
- die Traditionsschule mit ihrer über 1200-jährigen Geschichte in ihrer pädagogischen Arbeit unterstützen.

Dem Stiftungsrat gehören der Carolingerbund, vertreten durch seinen Vorsitzenden, die Stifter (mit insgesamt drei Mitgliedern) und das Curatorium Carolini mit einem Mitglied an.

## Namhafte Carolinger
Das Gymnasium Carolinum brachte eine große Anzahl von bedeutenden Persönlichkeiten hervor. Einige von denen, die über die Region Osnabrück hinaus bekannt wurden, sind hier in der Reihenfolge aufgeführt, in der sie die Schule verließen (ab 1830 ist das Abgangsjahr – soweit nicht ausdrücklich anders vermerkt – das Jahr der bestandenen Reifeprüfung).
- vor 1500: Heinrich Scheve (um 1470–1554), Humanist und Geistlicher
- ab 1572: Johann von Münster (1560–1632), reformierter Staatsmann
- um 1699: Johann Gerhard Meuschen (1680–1743), Theologe und Geistlicher
- 1746: Johann David Heilmann (1727–1764), Theologe, Philologe und Hochschullehrer
- 1790: Theobald Wilhelm Broxtermann (1771–1800), Schriftsteller und Jurist, herzoglich bayerischer Hofrat
- 1825: Eduard Schrakamp (1809–1861), Mitglied der Frankfurter Nationalversammlung
- 1830: Ludwig Windthorst (1812–1891), hannoverscher Justizminister, Vorsitzender der Zentrumsfraktion im Reichstag
- 1833: Levin Schücking (1814–1883), Schriftsteller und Journalist
- 1838: Arthur Breusing (1818–1892), Geograph, Navigationslehrer und Direktor der Seefahrtschule Bremen
- 1844: Anton Franz Johann Russell (1824–1878), Politiker, Reichstagsabgeordneter und Jurist
- 1847: Wilhelm Westmeyer (1829–1880), Komponist, verließ die Schule ohne Abschluss und studierte Musik in Leipzig
- 1852: Carl Brandenburg (1834–1902), Mitglied des Reichstags
- 1852: Franz Hülskamp (1833–1911), römisch-katholischer Geistlicher, Politiker (Zentrum)
- 1868: Karl Freiherr von Boeselager, Jesuit und Missionar in Bombay
- 1870: Albert Bitter (1848–1926), Titularerzbischof, Apostolischer Vikar in Stockholm
- 1877: Abitur nicht am Carolinum gemacht: Joseph Hengesbach (1860–1940), Publizist und Mitarbeiter der Zeitschrift Hochland
- 1876: Carl Friedrich Engelen (1859–1936), Mitglied des Reichstags und des Provinziallandtags
- 1882: Christian Dütting (1862–1921), Bergassessor und Bergwerksdirektor
- 1883: Augustin Wibbelt (1862–1947), katholischer Priester und Heimatdichter
- 1886: Karl Brandi (1868–1946), Universitätsprofessor, Historiker (Biograph Karls V.)
- 1892: Alois Holtmeyer (1872–1931), deutscher Architekt und Denkmalpfleger
- 1892: Bernard Wieman (1872–1940), Amtsgerichtsrat und Schriftsteller
- ohne Abitur: Franz Hecker (1870–1944), Kunstmaler
- 1895: Gustav Görsmann (1873–1942), katholischer Priester, NS-Opfer (gestorben im KZ Dachau)
- 1895: Ludwig Schirmeyer (1876–1960), Gymnasialprofessor am Carolinum und Heimathistoriker
- 1900: Janusz Radziwiłł (1880–1967), polnischer Adliger, Großgrundbesitzer und Politiker
- 1908: Heinrich große Beilage (1885–1955), Landwirt, Politiker, Landtagsabgeordneter (CNBL)
- 1912: Johannes Vincke (1892–1975), katholischer Kirchenrechtler und Kirchenhistoriker
- 1914: Johannes Drees (1894–1944), Reichstagsabgeordneter
- 1914: Karl Kennepohl (1895–1958), Studienrat, Historiker und Numismatiker
- 1916: (ohne Abitur) Georg Kassenbrock (1899–1950), Mitglied des Niedersächsischen Landtags
- 1919: Otto Gillen (1899–1986), Kunsthistoriker, Journalist, Theaterkritiker, Essayist und Lyriker.
- 1923: Otto Krapp (* 1903; † 1996), Niedersächsischer Staatsminister
- 1927: Hermann Hoberg (1907–1992), Vizepräfekt des Vatikanischen Geheimarchivs
- 1929: Lambert Huys (1908–1992), Mitglied des Deutschen Bundestages (CDU)
- 1932: Helmut Hermann Wittler (1913–1987), Bischof von Osnabrück
- 1934: Joseph König (1915–1996), Historiker und Archivar
- 1942: Hubertus Brandenburg (1923–2009), Bischof von Stockholm
- 1943: (ohne Abitur) Josef Tegeler (1926–2013), Landrat des Landkreises Osnabrück 1964–1993
- 1948: Heinrich Heitmeyer (* 1929), Generalvikar des Bistums Osnabrück
- 1949: Carl Möller (1930–2011), Oberbürgermeister von Osnabrück
- 1950: Dietrich Rueschemeyer (* 1930), deutsch-amerikanischer Soziologe
- 1954: Werner Suerbaum (* 1933), Universitätsprofessor, Lateinischer Philologe in München
- 1957: Hubert Müller (1936–1995), Universitätsprofessor, Theologe, Domvikar in Osnabrück
- Abitur nicht am Carolinum gemacht: Michael Preute alias Jacques Berndorf (1936–2022), Journalist und Schriftsteller
- 1959: Rudolf Seiters (* 1937), Mitglied des Deutschen Bundestages (CDU), Bundesminister des Innern, Vizepräsident des Deutschen Bundestages, Präsident des Deutschen Roten Kreuzes
- ohne Abitur, mit Mittlerer Reife: Josef Stock (1938–2025), Politiker, Landtagsabgeordneter
- 1962: Volker Neumann (* 1942), Mitglied des Deutschen Bundestages (SPD)
- nach Besuch der 8. Klasse das Carolinum verlassen: Hans-Gert Pöttering (* 1945), Mitglied und 26. Präsident des Europäischen Parlaments
- 1966: Otmar Schober (* 1948), Universitätsprofessor und Direktor der Klinik und Poliklinik für Nuklearmedizin in Münster
- 1967: Alfred Cordes (* 1948), Schriftsteller und Lehrer; in mehreren seiner Romane sind Osnabrück und das Carolinum Handlungsorte (so in Caspar Coppenrath)
- Abitur nicht am Carolinum gemacht: Fritz Brickwedde (* 1948), Generalsekretär der Deutschen Bundesstiftung Umwelt
- 1970: Werner F. Ebke (* 1951), Universitätsprofessor, Direktor des Instituts für deutsches und europäisches Gesellschafts- und Wirtschaftsrecht, Ruprecht-Karls-Universität Heidelberg
- 1972: Carl-Ludwig Thiele (* 1953), Rechtsanwalt, Mitglied des Deutschen Bundestages (FDP), Vorstandsmitglied der Deutschen Bundesbank
- 1979: Michael Lübbersmann (* 1961), Politiker (CDU)
- 1981: Damian Läge (* 1961), Psychologe, Philosoph und Philatelist
- 1982: Michael F. Feldkamp (* 1962), Historiker
- 1983: Beate Baumann (* 1963), Leiterin des Büros von Bundeskanzlerin Angela Merkel
- 1984: Mathias Middelberg (* 1964), Mitglied des Deutschen Bundestages (CDU)
- 1986: Arno Orzessek (* 1966), Journalist und Schriftsteller (Schattauers Tochter)
- 1986: Guido Pott (* 1966), Politiker, Landtagsabgeordneter
- 1987: Frank Zahn (1967–2017), Rechtsanwalt und Verlagseigner
- 1989: Stefan Niggemeier (* 1969), Medienjournalist, Bildblog-Gründer
- 1989: Matthias Pees (* 1970), Theaterkritiker und Dramaturg
- 1999: Katharina Pötter (* 1979), Juristin und Politikerin (CDU), Oberbürgermeisterin von Osnabrück
- 2002: Jan Tebrügge (* 1982), Ruderer, Weltmeister 2006 (mit dem Deutschland-Achter)

## Zitate über das Carolinum
- 1934 „Hinter dem Dom trägt eines der vielen mit ihm verbundenen Gebäude auf dem Pfortengitter die Aufschrift ‚Staatliches Gymnasium Carolinum – Gegründet von Kaiser Karl dem Grossen‘. Ein solches Wort fällt wie ein Riesenschatten über den Lesenden und rückt ihn mit einem Schlage in die noch immer lebende Überlieferung des tausendjährigen Reiches. Hier hätte ich wohl zur Schule gehen mögen.“ (Werner Bergengruen, Deutsche Reise, 1934)
- 1956 „Der Oberbürgermeister hat ja das Elementare in der Geschichte dieser Stadt angesprochen, dass sie […] aus der großen Tradition ihrer frühen Vergangenheit, die auch in das Bildungspolitische hineinwirkt – der Name des Carolinums ist ja nicht nur eine Angelegenheit des lokalen Stolzes – sich fest einfügt in die deutsche Bildungsgeschichte.“ (Bundespräsident Theodor Heuss am 26. Juni 1956 anlässlich der Verleihung der Möser-Medaille durch die Stadt Osnabrück)
- 1989 „Das Carolinum ist unserer Meinung nach eine Schule, die mehr als alle anderen zum Konformismus, zur Anpassung an die Normen erzieht. Ein wichtiger Grund dafür ist, daß wir Traditionen übernehmen, anstatt eine kritische Auseinandersetzung mit Vergangenheit und Gegenwart zu führen. Der Erziehungsgrundsatz lautet zumeist, die Schüler dazu zu bringen, althergebrachte Denk- und Verhaltensformen hinzunehmen, und nicht, eben diese Traditionen und verkorksten Strukturen, in die sich die heutige träge und phantasielose Gesellschaft flüchtet, einmal grundsätzlich zu hinterfragen. Auseinandersetzung und Persönlichkeitsbildung soll nicht stattfinden.“ Matthias Pees Pamphlet: Einige Gedanken zum Karlstag, verfasst zum 1175. Todestages Karls des Großen.[11]
- 2004 „Es ist etwas absolut Außergewöhnliches, einer Schule zum 1200-jährigen Bestehen gratulieren zu können. […] Fest steht: Eine Schule, die auf eine so lange Geschichte verweisen kann, darf von sich mit Stolz behaupten, etwas darzustellen, ein unverwechselbares Profil zu besitzen und im Laufe der Geschichte immer wieder eine überzeugende Antwort auf die Frage der vielen Elterngenerationen gefunden zu haben, warum es sich lohnt, ihr Kind auf diese Schule zu schicken.“ (Niedersächsischer Ministerpräsident Christian Wulff am 28. Januar 2004 in seiner Festrede zum 1200-jährigen Bestehen des Carolinums)
- 2012 „Meinen ganzen Zorn über diese Schule, ihren verquasten Katholizismus und Konservativismus, ihre Überheblichkeit, ihren Umgang mit Außenseitern und Kritikern packte ich in diese Rede.“ (Stefan Niggemeier über das Schreiben seiner Abi-Rede)[12]